# Sportclub Heerenveen
Maillots
Actualités
Le Sportclub Heerenveen, en frison occidental, le SK It Hearrenfean, est un club néerlandais de football fondé le 20 juillet 1920 à Heerenveen et qui évolue en Première division néerlandaise.
Les symboles représentés sur le logo du club évoquent le drapeau de la Frise, province du nord des Pays-Bas. Chaque match à domicile est précédé de l'hymne frison.

## Historique
Le club fut d'abord créé en 1920 sous le nom d'Athleta, puis devint en 1921-1922 Spartaan. Toutefois, dès octobre 1922, il sera connu sous la dénomination VV Heerenveen, sous laquelle il obtiendra sa licence auprès de la Fédération des Pays-Bas de football. Ce n'est qu'en 1977, à la suite de la dissociation des branches amateur et professionnelle du club, que ce dernier acquiert le nom sous lequel il est connu aujourd'hui : le SC Heerenveen.

### Les années non professionnelles
Lors de la saison 1923, Heerenveen est promu en Troisième classe, puis, dès la saison suivante à l'échelon supérieur. Ce n'est qu'en 1937-1938 que le club accède à la Première classe, dans sa division géographique du Nord. Il y côtoie neuf clubs de Groningue, Veendam, Assen, Hoogezand, Leeuwarden et Sneek.
Après quatre années d'adaptation à cet échelon, Heerenveen est champion de la Première classe Nord tous les ans de 1942 à 1951 (en 1945, aucun championnat n'est organisé). Il ne parvient toutefois jamais à asseoir sa suprématie à l'échelle nationale lors des tournois de fin de saison face aux champions des autres régions.

### Les premières années de football professionnel (1954-1970)
C'est en 1954 que la Fédération des Pays-Bas est affiliée à l'UEFA et que le football y devient professionnel. Les débuts sont toutefois difficiles pour Heerenveen, qui est inscrit dans un groupe de troisième division (Tweede Divisie B). L'idole du club, Abe Lenstra, qui donnera son nom au stade, décide de partir pour le Sportclub Enschede, qui sera une des entités fondatrices du FC Twente. C'est en 1960-1961 qu'Heerenveen est promu en deuxième division (Eerste Divisie B), où il finit septième sur dix-huit. Deux ans plus tard, avec la fusion des groupes de deuxième division et son passage de trente à vingt équipes, le club est de nouveau rétrogradé en Troisième division. En 1970, le club est champion et de nouveau promu en deuxième division.

### De la deuxième division à la Ligue des champions (1971-2008)

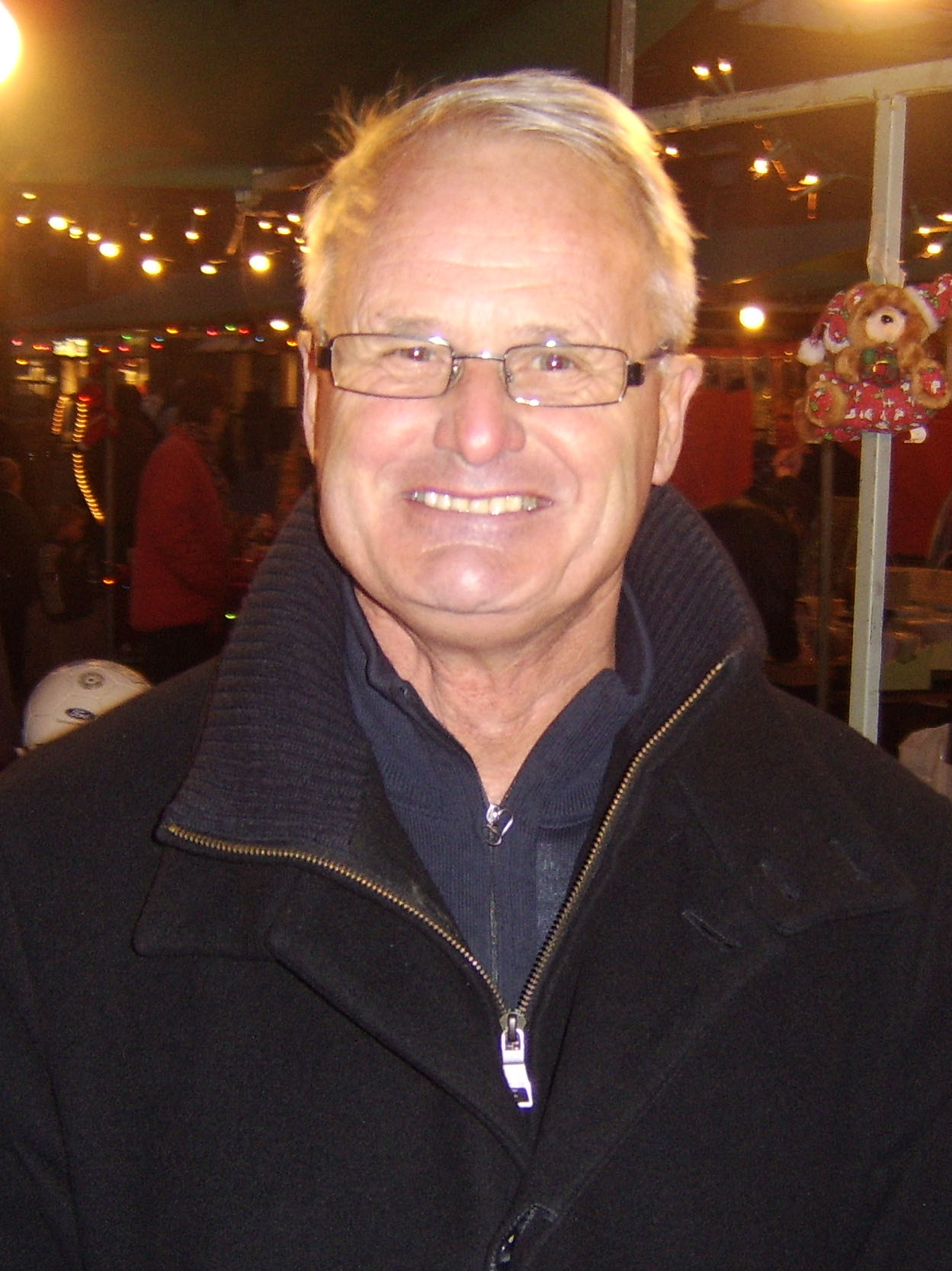
Foppe de Haan.

Heerenveen s'inscrit durablement en deuxième division (Eerste Divisie) et fait figure de valeur sûre à cet échelon dans les années 1970 et 1980. C'est un club géré de manière rigoureuse par son président de 1983 à 2006, Riemer van der Velde.
Grâce au tournoi de promotion et de relégation entre les deux premières divisions, le SC Heerenveen accède pour la première fois à l'élite en 1990-1991, sous la houlette de l'entraîneur Fritz Korbach. Malheureusement, pour un but d'écart en différence de buts globale sur toute la saison par rapport à Schiedam VV, il échoue à la dix-septième et avant-dernière place du championnat, synonyme d'une relégation automatique.
Ces aventures permettent néanmoins au club de poursuivre son ascension. En juillet 1993, l'équipe entraînée par Foppe de Haan accède à la Première division, grâce aux barrages. Elle ne quittera plus ce niveau jusqu'à ce jour. En 1993 et en 1997, le SC Heerenveen atteint même la finale de la coupe des Pays-Bas, battus par l'Ajax Amsterdam (6-2), puis par Roda JC (4-2).

Ancien logo (années 1990).

Ancien logo (années 2000-2010).

Sans compter d'anecdotiques participations aux coupes Intertoto 1995, 1996 et 1997, le club commence sa carrière européenne par la dernière édition de la coupe d'Europe des vainqueurs de coupe, celle de 1998-1999. Il s'y qualifie grâce à un inédit match d'appui, remporté 3-1 face à l'autre demi-finaliste malheureux de la Coupe des Pays-Bas 1998, le FC Zwolle (en effet, les deux finalistes de la Coupe, l'Ajax et le PSV Eindhoven, participent la saison suivante à la Ligue des champions). Après une qualification aisée au premier tour face aux Polonais de l'Amica Wronki (3-1, 1-0), le SC Heerenveen croit tenir sa qualification pour les quarts de finale, grâce à sa victoire 2-1 au tour suivant lors de la réception du Varteks Varaždin. Pourtant, les Frisons subiront une cruelle désillusion au retour : les Croates les poussent à la prolongation et finiront par marquer un dernier but décisif. L'équipe possède alors ses premiers joueurs prestigieux : Jon Dahl Tomasson, Igor Korneev, Ruud van Nistelrooy ou Marcus Allbäck.
En juin 2000, le club connaît le meilleur classement en championnat de son histoire, en finissant vice-champion. Cela est synonyme de qualification pour la Ligue des champions, apogée du parcours européen du SC Heerenveen. En septembre 2000, le club est placé dans une poule constituée du Valence CF, de l'Olympique lyonnais et l'Olympiakos Le Pirée, qui devanceront le club frison dans cet ordre. Il terminera avec quatre points, dont une victoire face à l'Olympiakos (1-0) et un match nul à Mestalla, la pelouse du Valence CF (1-1).

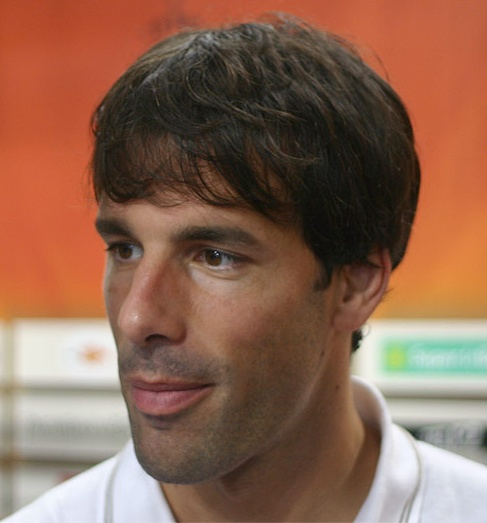
Ruud van Nistelrooy.

Après un échec à ses portes en août 2003, à cause d'une défaite en finale de la coupe Intertoto contre Villarreal (1-2, 0-0), le SC Heerenveen est, depuis 2004, un habitué de la Coupe UEFA. Il parvient chaque année à s'y qualifier et même à se hisser jusqu'à la phase de groupes (si ce n'est un accident face à Helsingborgs IF au premier tour de l'édition 2007-2008, qui l'empêchera d'aller plus loin : 5-3, 1-5).
Durant cette époque où le club ne termine pas au-delà de la septième place, des joueurs réputés effectuent un passage remarqué au club : Daniel Jensen, Mika Väyrynen, Klaas-Jan Huntelaar, Georgios Samarás, Danijel Pranjić et Afonso Alves, pour ne citer qu'eux.
La stabilité du club au plus haut niveau national est notamment liée à la personnalité et à l'action de son entraîneur, Foppe de Haan. Le 22 juillet 2003, celui-ci annonce son départ du club pour la fin de la saison 2003-2004, après dix-neuf ans au club. Il était alors le plus ancien entraîneur d'un club professionnel des Pays-Bas à son poste. De Haan, qui rejoint la sélection nationale espoirs est alors remplacé au club par son ancien adjoint, Gertjan Verbeek.
Malgré le bon travail de Verbeek et la régularité des résultats du club, les dirigeants décident en décembre 2007 de chercher un nouvel entraîneur pour la saison suivante. Il s'agira du Norvégien Trond Sollied. Verbeek quittera le club après quatre années à sa tête en tant qu'entraîneur principal et autant de qualifications en Coupe UEFA.

## Palmarès et statistiques

### Palmarès
- Championnat des Pays-Bas
  - Vice-champion : 2000
- Coupe des Pays-Bas
  - Vainqueur : 2009
  - Finaliste : 1993, 1997
- Supercoupe des Pays-Bas
  - Finaliste : 2009

### Adversaires européens
Les équipes en italique n'ont été rencontrées que dans le cadre de la Coupe Intertoto.
- Hertha Berlin
- MSV Duisbourg
- VfB Stuttgart
- VfL Wolfsbourg
- KSK Beveren
- Rostov
- ' RC Paris
- Levski Sofia
- Dinamo Zagreb
- NK Varaždin
- Baník Ostrava
- AaB Ålborg
- Næstved BK
- OB Odense
- Newcastle United
- Portsmouth
- West Ham United
- Osasuna
- Valence CF
- Villarreal
- FC Nantes
- Girondins de Bordeaux
- Olympique lyonnais
- Olympique de Marseille
- RC Lens
- Olympiakos
- PAOK Salonique
- Békéscsabai Előre
- Sligo Rovers
- Maccabi Petah-Tikvah
- Milan AC
- Parme
- FK Ventspils
- FBK Kaunas
- Liepājas Metalurgs
- Lillestrøm SK
- Molde
- Amica Wronki
- Polonia Varsovie
- Benfica
- Sporting Braga
- Sporting Portugal
- União Leiria
- Vitória Setúbal (à 2 reprises)
- Dinamo Bucarest
- Farul Constanța
- Progresul Bucarest
- Rapid Bucarest
- Steaua Bucarest
- CSKA Moscou
- NK FC Koper
- FC Bâle
- Hammarby IF
- Helsingborgs IF
- Ton Pentre

## Joueurs et personnalités du club

### Entraîneurs
- Kelly (1954-55)
- Ris (1955-58)
- Plooijer (1958-61)
- de Vroet (1961-63)
- Mur (1963-65)
- Zalai (1965-66)
- Groenewoud (1966-67)
- E. Teunissen (1967-69)
- Paauwe jr. (1969-71)
- de Jongh (1971-73)
- Zalai (1973-78)
- J. Teunissen (1977-80)
- Kerkstra intérim (1980-)
- van Brussel (1980-85)
- de Haan (1985-88)
- Immers (1988-89)
- Gritter (1989-90)
- Korbach (1990-92)
- de Haan (1992-2004)
- Verbeek (2004-2008)
- Sollied (2008-2009)
- de Jonge (2009-2010)
- Jans (2010-2012)
- Van Basten (2012--)

### Joueurs emblématiques
- Marcus Allbäck
- Afonso Alves
- Paul Bosvelt
- Arnold Bruggink
- Rodion Cămătaru
- Erik Edman
- Petter Hansson
- Klaas-Jan Huntelaar
- Igor Korneev
- Abe Lenstra
- Lasse Nilsson
- Ruud van Nistelrooy
- Romano Denneboom
- Mika Nurmela
- Thomas Prager
- Danijel Pranjić
- Georgios Samarás
- Miralem Sulejmani
- Jon Dahl Tomasson
- Mika Väyrynen
- Hans Vonk
- Oussama Assaidi
- Hakim Ziyech
- Said Bakkati
- Ali El Khattabi
- Bilal Başacıkoğlu

## Stade

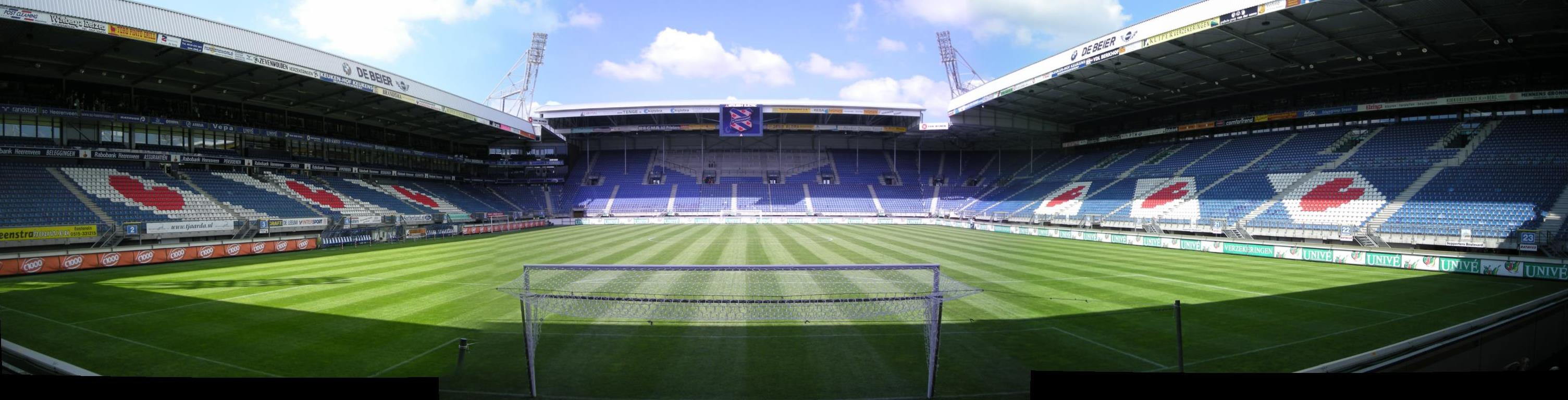
Vue panoramique de l'Abe Lenstra Stadion.

L'Abe Lenstra Stadion est l'actuel stade du SC Heerenveen, dont le président Riemer van der velde posa la première pierre le 14 mars 1994. Il fut inauguré par le Prince Willem-Alexander le 20 août 1994 lors d'un match amical face au PSV Eindhoven, qui fut en outre le premier match de Ronaldo sur le sol européen (il avait alors à peine 18 ans).
Le premier match officiel dans l'Abe Lenstra Stadium eut lieu le 26 août 1994 contre le FC Groningue. Il se solda par une victoire 2-0 pour les Frisons.

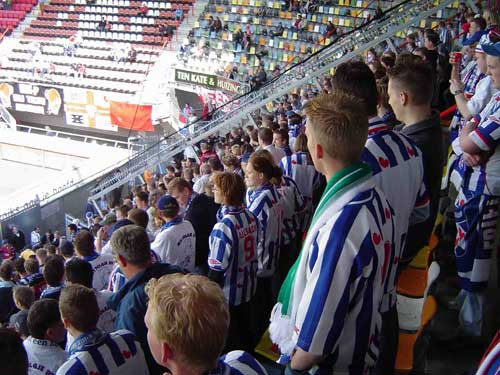
Des supporteurs du SC Heerenveen.

À son ouverture, le stade possédait 14 500 places. Il a depuis lors fait l'objet de multiples travaux pour porter sa capacité à 26 100 places à ce jour.
En juin 2007, le stade fut utilisé pour quelques rencontres du Championnat d'Europe espoirs 2007, notamment lors de la demi-finale Pays-Bas– Angleterre, qui s'est soldée par un match nul 1-1, et surtout une séance de tirs au but, conclue par les Néerlandais sur le score de 13 à 12. Les Pays-Bas disposeront ensuite de la Serbie en finale (4-1) pour s'adjuger le tournoi.
En vue de l'éventuelle organisation de la Coupe du monde 2018 par la Belgique et les Pays-Bas, la Fédération des Pays-Bas de football a demandé au SC Heerenveen et à la municipalité de Heerenveen d'étudier le coût d'une extension du stade à environ 45 000 places.